# Gymnopilus filiceus
Gymnopilus filiceus là một loài nấm thuộc họ Cortinariaceae.